# Vincent Descombes
Vincent Descombes, född 1943, är en fransk filosof. Hans specialområden är medvetandefilosofi, språkfilosofi och handlingsteori. Descombes är professor vid École des hautes études en sciences sociales (EHESS). Han var tidigare medlem av den socialistiska grupperingen Socialisme ou Barbarie.
Han tilldelades 2005 Grand prix de philosophie av Franska akademien.